# ワイリー&ライトのロックボード ザッツ☆パラダイス
『ワイリー&ライトのロックボード ザッツ☆パラダイス』は、1993年1月15日にカプコンより発売されたファミリーコンピュータ用コンピュータボードゲームである。

## 概要
『モノポリー』に似た作りで、5人のキャラクターを一人選んでコマとして操作し、私有地を増やしてマップごとに設定された目標水準を達成することを目的とする。『ロックマンシリーズ』中の1作だが、ロックマンは解説者なので操作できない。マップはグリーン大陸、コールド島、砂の大陸、メガロポリスの4つ。

## ゲーム内容

### マス
白地
誰も持ち主がいないマス。ここに止まると土地を購入することができる。購入後は持ち主であるキャラの好きな色のランプがつき、持ち主は止まったプレイヤーから使用料が取れる。また、既にランプがついている土地に止まると建物を建てることができ、土地とは別に使用料を徴収できるようになる。
自分の建物があるマスに止まると、その建物に増築が出来る。増築には費用がかかるが、ランクが上がりより高い使用料を支払わせることが出来る。一つの建物につき増築は2回までであり、最大まで増築した建物に止まった場合は他のマスの建物を増築する事が出来る。
また、自分の土地・建物で統一したマスに止まると、僅かなボーナスが貰える。
E缶
ゲームのスタート地点。次からこのマスを通過するとお金が支給される。ただし変身しているプレイヤーには支給が行なわれない。支給額は大抵周回ごとに上がっていき、一周で使った金額が多いほど上がりやすい傾向があるようだ。ちょうどここに止まった場合は以下の追加サービスのうちどれかをランダムで受けられる。
サービス1
支給額2倍。ラッキーカードがあれば4倍にもなる。
サービス2
カードを引く。
サービス3
好きな場所に増築できる。
地震（砂の大陸のみ）
稀に発生する。止まった人物・所有者に関係なく、並んでいる建物を1ランクずつ下げてしまう。
カード
カードを3択の中から選んで1枚引き、手に入れることができる。といっても何が出るか分からないので、どれを選んでもまったく問題ない。
工事中
一回休みになる。休みの間はメットールレースに参加することができない。
変身
グリーン大陸とメガロポリスに存在するマス。止まると、ガッツマン、シャドーマン、ダストマンの3種類のうちどれかに変身する。
トンネル
止まると、何も起こらないか、カードを1枚落とす、ラッシュのマスにワープ、落石事故で一回休み、ケガによる治療費の支払い、宝物発見のいずれかが発生する。宝物発見と治療費支払いの金額は、100、200、300、400ゼニーの間で変化する。
ラッシュ
対応するもう一つのラッシュのマスにワープする。
宝くじ売り場
ここに止まると300ゼニーでくじを購入でき、それを持って次に訪れると（通過でもよい）当選発表を行なう。 当選発表ではくじに書かれた4桁の数字が示され、ルーレットを回してその末尾に一致したら1500ゼニーの賞金を得られる。はずれても参加賞の500ゼニーがもらえるので、基本的に買っても損はしない。
ただしくじはカード扱いなので、燃やされたり盗まれたりする可能性がある。
娯楽所
このマスは普通の土地と同じように購入できる。費用は300ゼニー。誰かが購入した後このマスに止まると、購入者が親になり、メットールレースを行う。親が止まった場合は開催するかどうかを選択でき、開くと参加者をその娯楽所マスに集合させる。ただし一回休みであったり変身しているキャラは参加できない。メットールは以下のうち3体がランダムで選ばれ、参加者はスタンバイしているメットールのうちいずれかを選んで賭ける。
ネオ・メットール
平均的スペック。
メットール・DX
飛行能力である程度ショートカットできるが、陸上ではやや遅い。
メットール・スイム
水中での運動性能が高いが陸上では遅い。稀に転覆してしまう。
メットール・ダンス
歩くスピードが速いが、稀にレース途中でダンスを始めてしまう。
地形は陸上オンリーや水たまりのあるものなど計3種類からランダムで選択される。レースが終了したら、親は当たらなかった参加者の人数分の賭け金を得、同時に当たった参加者の人数分の賭け金を失う。なお、レースのたびに賭け金は100ゼニーずつ増加していく（最大500ゼニー）。

## 登場キャラクター

### コマキャラクター
プレイヤーとなるキャラクター。各プレイヤーには隠された能力があり、自分の建物に止まったプレイヤーにたまに追加効果を及ぼす事がある。
Dr.ライト（Dr.Right）
研究所を建ててみんなと仲良く暮らせる世界にするために参加。
このキャラクターの所有する建物に止まった時、稀にカードを一枚引くことができる。
好きな色・イメージカラーは黄色。
Dr.ワイリー（Dr.Wily）
基地をたくさん建てて全世界を征服するために参加。
このキャラクターの所有する建物に止まった時、稀に300ゼニー追加で奪われる。
好きな色・イメージカラーは黒。
ロール（Roll）
病院をいっぱい建てて世界の人々を助けるために参加。
このキャラクターの所有する建物に止まった時、稀に一回休みになってしまう。
好きな色・イメージカラーはピンク。
Dr.コサック（Dr.Cossack）
研究所を建てて素晴らしい発明をするために参加。
このキャラクターの所有する建物に止まった時、稀にもう一回サイコロを振って進む。
好きな色・イメージカラーは青。
カリンカ（Kalinka）
お城をたくさん建ててお姫様になる夢をかなえるために参加。
このキャラクターの所有する建物に止まった時、稀に1ターンだけ変身した状態で進むことになる。
好きな色・イメージカラーは赤。

#### 変身するキャラクター
特定の条件を満たすと、以下のキャラクターに変身する。変身中は使用料を払わなくてすみ、なおかつ一切のカード攻撃を無効にできるが、カードの使用、不動産売買、メットールレース参加など、通常の行動はほとんど取れなくなる。また、ライバルの建物が建っていればそのライバルに対して何らかの攻撃を行う。変身マスを再び通過するか、誰かがブルースカードもしくはロックカードを使うと元の姿に戻る。カリンカの特殊能力による場合は1ターンで元に戻る。
DRN.004 ガッツマン（Gutsman）
止まったマスの建物にスーパーアームで攻撃して1ランクダウンさせる。
DWN.024 シャドーマン（Shadowman）
止まったマスの建物の所有者のカードを1枚盗み取る。
DWN.030 ダストマン（Dustman）
止まったマスの建物の所有者からその建物の使用料に相当する金額のお金を吸い取って、自分のものにする。

### カードキャラクター
歴代ロックマンシリーズに登場したキャラクターがカードとなって登場する。ここではそれを挙げる。

#### 分類なしのキャラクター
ロックカード（Rock Card）
カードによる攻撃と、自分の変身、更にレゲーカードの災厄まで防ぐことができる貴重なカード。ブライトカードのような場の全員に効果があるカード攻撃では、全員が守られる。カードの山に1枚しか存在せず、誰かが持っていると引くことはない。ロックマン自身は登場しない。
ブルースカード（Blues Card）
カードによる攻撃と、自分の変身を防ぐことができる。ブライトカードのような場の全員に効果があるカード攻撃では、自分のみが守られる。カードの山に1枚しか存在せず、誰かが持っていると引くことはない。ブルース自身は登場しない。

#### ボスカードキャラクター
カットカード（Cut Card）
攻撃カードやレゲーカードを引いた際、カットマンのローリングカッター攻撃でそのカードを切って、一回だけ引き直すことが出来る。
ファイヤーカード（Fire Card）
選んだプレイヤーの持っているカードを、ファイヤーマンのファイヤーストーム攻撃で1枚燃やしてなくすことができる。ただし、どのカードを燃やすかはランダム。
エレキカード（Elec Card）
選んだプレイヤーの建物を、エレキマンのサンダービーム攻撃で破壊し、1ランク下げることができる。
エアーカード（Air Card）
選んだプレイヤーをエアーマンのエアーシューター攻撃で強制的にどこかのマスへ吹き飛ばす。移動先はランダムで、同じところに再び戻ってくることもある。
バブルカード（Bubble Card）
バブルマンのバブルリードがはじけ(バブルがはじけ)、すべての土地の値段が1割下落する。上に建つ建物の価値にも影響する。他のプレイヤーから貰える使用料も減るので不利になる場合も。
クラッシュカード（Clash Card）
選んだプレイヤーの建物に、クラッシュマンのクラッシュボムをセットし、数ターン後に1ランク下げる。爆発までにかかるターン数は3～4ターンほど。エレキカードと似ているが、こちらはクラッシュボムが爆発した際そこに誰かがいた場合、一回休みにする追加効果を秘めている。
スパークカード（Spark Card）
選んだプレイヤーの建物を、スパークマンのスパークショック攻撃で数ターンの間全部停電させて、使用料を受け取れないようにする。停電しているのは3~4ターン。その建物が所有者の異なる土地に建っている場合など、土地の使用料の支払いは行われるので注意。
ブライトカード（Bright Card）
ブライトマンのフラッシュストッパーの効果で、自分以外のプレイヤー全員を数ターンの間カードが使えないようにさせる。使用不能となるのは3～4ターン。
トードカード（Toad Card）
選んだプレイヤーの建物を、トードマンのレインフラッシュ攻撃で破壊し、1ランク下げる。また、その建物の1マス先に建物があればその建物も1ランク下げる…と、ドミノのように多くの建物のランクを下げる事が出来る。自分の建物も影響を受けるため使用には注意が必要。
ファラオカード（Pharaoh Card）
選んだプレイヤーにファラオマンのファラオショット攻撃で呪いをかけ、数ターンの間ルーレットで1しか出せないようにさせる。
エンカーカード（Enker Card）
自分に仕掛けられたカード攻撃を、エンカーのミラーバスターでそのまま任意のプレイヤーに跳ね返すことができる。出現率が非常に低く、レアなカード。
クイントカード（Quint Card）
選んだプレイヤーの建物を、クイントのサクガーン攻撃で、丸ごと自分の建物に建て替えることができる。
ブルカード（Bull Card）
選んだプレイヤーの建物の使用料を、ピッケルマン・ブルの攻撃で少しだけ下げる。また、その建物の1マス先に建物があればその建物の使用料も少しだけ下げる…と、ドミノのように多くの建物の使用料を下げる事が出来る。自分の建物も影響を受けるため使用には注意が必要。

#### 効果のあるキャラクター
エディカード（Eddie Card）
引いたプレイヤーに（ゼニー関係で）良い効果をもたらすカード。同じカードでも効果は様々で、引いた時に自動的に発動するストック出来ないタイプもある。
- 「エディカードです」のメッセージ後にすぐ画面が切り替わると発動する。100ゼニー、500ゼニー、1000ゼニー、2000ゼニーのうちいずれかの金額の臨時収入が入る。手に入れたその場で効果が発動する。
- ライバル全員から100ゼニーずつお金がもらえる。多人数プレイの時ほど効果が大きい。ライバルの資産が100ゼニー以下であれば破産に追い込んでしまう。手に入れたその場で効果が発動する。
- ルーレットチャンス

全員がルーレットを止め、出た目の数字の合計の何倍かのお金を臨時収入として受け取れる。出た目によって10倍、50倍、100倍のうち何倍になるかは決まっている。手に入れたその場で効果が発動する。
- しあわせのカード

数ターンの間、自分がマスに止まるごとにお金が入ってくる。金額は50ゼニーもしくは100ゼニーで固定されており、前者の場合のほうが効果が長持ちする。
- フリーパスカード

止まった建物の使用料を一回だけ払わなくてすむようになる。使うか否かは止まった際に選択できる。
- ラッキーカード

持った状態でE缶マスを通過することで、お金の支給額が倍になる。一回通過するとカードはなくなる。なお、E缶マスにちょうど止まったときのラッキー効果・2倍支給が決定した場合、このカードと効果が重複し本来の4倍の大金を手に入れることができる。
- ふっかつカード

自分の持ち金がなくなったとき、銀行から1000ゼニーの支給を受けて復活することができる。
ラッシュカード（Rush Card）
移動関係の効果をもたらすカード。同じカードでも効果は様々で、引いた時に自動的に発動するストック出来ないタイプもある。
- 自分が選んだ任意のマスに移動することができる。手に入れたその場で効果が発動する。
- もう一回ルーレットを回して先に進むことができる。手に入れたその場で効果が発動する。
- しゅうごうカード

使った瞬間、全員を自分のいるマスに集合させる。集合したときにも自分以外のキャラに対してマスの効果が発動するため、使用料が高い自分の不動産があるマスにいる時に使うと、絶大な効果がある。なお、カード攻撃扱いとなるため変身しているキャラは集合しない。
- はやあるきカード

ルーレットを二回続けて回し、進むことができる。一回目で止まったマスの効果は発動しない。
レゲーカード（Reggae Card）
本作で初登場した鳥型サポートロボット。Dr.ワイリーが孤独を紛らすために作った。
引いたプレイヤーに悪い効果をもたらすカード。基本的に引いた時に自動的に発動するためストック出来ない。
- レゲーがプレイヤーに爆弾を投下。所持金を全て没収される。
- レゲーが建物に爆弾を投下。所有する建物一つをランクに関係なく丸ごと壊される。
- レゲーが土地に爆弾を投下。土地を一つ強制的に没収される。上に建っていた建物は所有者に関わらず破壊されてなくなる。
- レゲーがプレイヤーに爆弾を投下。手持ちのカードを1枚残らず没収される。
- 全ての土地の値段が1割高くなる。他プレイヤーから貰える土地の使用料も高くなる為、有利になる場合も。
- ふこうのカード

数ターンの間、自分がマスに止まるごとにお金を落としてしまう。金額は50ゼニーもしくは100ゼニーで固定されており、前者の場合のほうが効果が長く続く。

## スタッフ
- 企画：BAMBOO（竹中善則）、QUETZAL
- オブジェクト・デザイナー：ZIZI（岩崎あけみ）
- スクロール・デザイナー：MAMIMU-、TAKAPII
- プログラマー：MISHELL
- 音楽：SATO（里村由紀）
- スペシャル・デザイナー：INAFKING（稲船敬二）
- スペシャル・サンクス：KAZUKI、SHIMITAN（清水睦民）

## 評価
ゲーム誌『ファミコン通信』の「クロスレビュー」では合計21点（満40点）、『ファミリーコンピュータMagazine』の読者投票による「ゲーム通信簿」での評価は以下の通りとなっており、20.6点（満30点）となっている。
| 項目 | キャラクタ | 音楽 | お買得度 | 操作性 | 熱中度 | オリジナリティ | 総合 |
| 得点 | 3.8        | 3.2  | 3.5      | 3.4    | 3.3    | 3.4            | 20.6 |